# Håvard Hegg Lunde
Håvard Hegg Lunde (21 luglio 1978) è un ex calciatore norvegese, di ruolo difensore.

## Carriera

### Club
Hegg Lunde giocò per il Sogndal e per il Fana.